# 宋干女神
宋干女神是泰国和柬埔寨神话中宋干节七位女神的总称，分别代表七个不同的星期；如一年中的宋干节是某个星期，则会由对应的女神来代表。她们身着泰装，手持武器，以各种动物为坐骑，相对应的颜色为星期色。
此外，泰国一些女明星（如平采娜、拉妮·坎彭等）亦打扮成宋干女神的模样迎接宋干节。

## 传说
相传宋干女神为梵天的七个女儿，亦为因陀罗之妻妾。
梵天和一位年轻人打赌输了，于是割下自己的头颅，但梵天的头颅会给世界带来灾难。梵天的七个女儿将父亲的头颅供奉在山洞中，并由她们轮流把梵天头颅带回天界。这一天即为宋干节的开始。

## 成员

### 柯拉卡公主
柯拉卡公主，又名憍罗伽提毗，代表星期一，颜色为黄色。左手持权杖，右手持剑或匕首，坐骑为虎。头戴烟筒花，饰品为珍珠，进食植物油。

### 拉克萨公主
拉克萨公主，又名勒耶沙提毗，代表星期二，颜色为粉红色。右手持三叉戟，左手持弓，坐骑为家猪（柬埔寨为白马）。头戴莲花，饰品为玛瑙，进食血液。

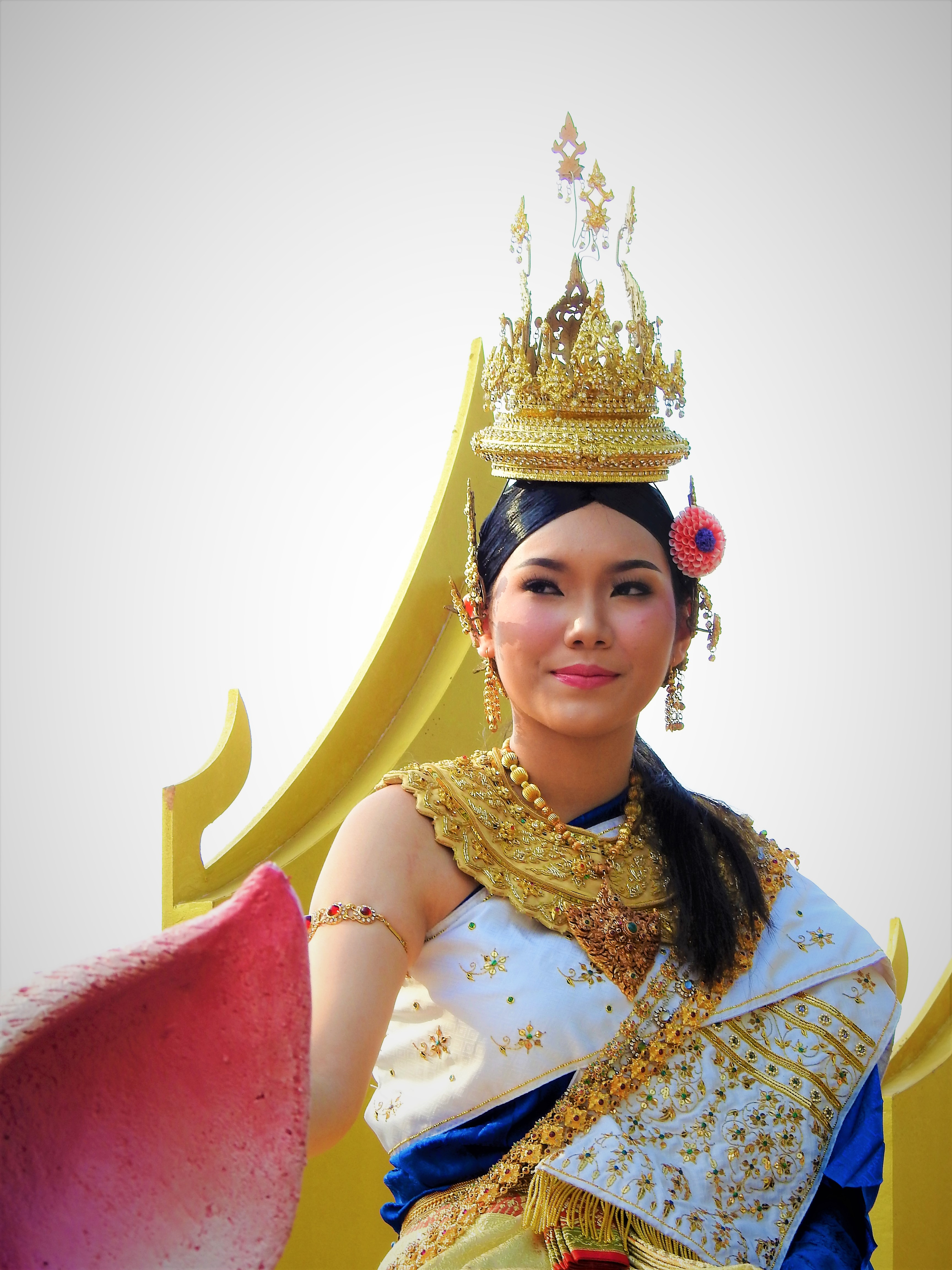
2019年宋干节打扮成拉克萨公主的女子

### 孟塔公主
孟塔公主，又名漫陀提毗，代表星期三，颜色为绿色。右手持针，左手持权杖，坐骑为驴。头戴黄玉兰，饰品为猫眼石，进食乳汁。

### 吉莉妮公主
吉莉妮公主，又名纪利尼提毗，代表星期四，颜色为橙色。右手持刺棍，左手持枪，坐骑为象。头戴黄木兰，饰品为绿宝石，进食坚果和芝麻。

### 吉蜜塔公主
吉蜜塔公主，又名纪米罗提毗，代表星期五，颜色为蓝色。右手持剑，左手持五弦琴，坐骑为水牛。头戴白睡莲，饰品为黄玉，进食香蕉。

### 玛霍通公主
玛霍通公主，又名摩诃陀罗提毗，代表星期六，颜色为紫色。右手持环刃，左手持三叉戟，坐骑为孔雀。头戴箭叶雨久花，饰品为蓝宝石，进食豚鹿。

### 桐莎公主
桐莎公主，又名洞沙提毗，代表星期日，颜色为红色。右手持环刃，左手持法螺，坐骑为迦楼罗。头戴石榴花，饰品为红宝石，进食无花果。

## 登场方式
宋干女神的出场方式依据历法宋干节的时间而定。倘若是日出到正午期间，宋干女神是以站姿登场，正午直至日落前则是坐着登场。
如果宋干节时间落在日落到子夜期间，宋干女神是以臥姿但未闭眼的姿态登场。反之，如果宋干节时间段是在子夜到日出前，宋干女神是以臥姿闭眼的姿态登场。